# Tibellus flavipes
Tibellus flavipes là một loài nhện trong họ Philodromidae.
Loài này thuộc chi Tibellus. Tibellus flavipes được Lodovico di Caporiacco miêu tả năm 1939.